# Anton Storch
Anton Valentin Storch (ur. 1 kwietnia 1892 w Fuldzie, zm. 26 listopada 1975 tamże) – niemiecki polityk i działacz partii Zentrum, a następnie CDU, deputowany Bundestagu i poseł do Parlamentu Europejskiego, w latach 1949–1957 minister pracy.

## Życiorys[1]
Urodził się w Fuldzie, w religijnej robotniczej rodzinie. W wieku 9 lat, po śmierci matki trafił do domu dziecka. Po ukończeniu szkoły powszechnej, rozpoczął naukę zawodu stolarza. Wstąpił do katolickiego stowarzyszenia Kolpingfamilie.
W 1912 roku wstąpił do młodzieżówki, a następnie w 1919 został członkiem partii partii Zentrum. Podczas I wojny światowej służył w pułku artylerii. Po wojnie Storch przeniósł się do Ahlen w Westfalii, a następnie do Hanoweru, gdzie działał w związkach zawodowych.
Po przejęciu władzy przez nazistów w roku 1933 i wcieleniu związków zawodowych do kontrolowanego przez NSDAP Deutsche Arbeitsfront, zrezygnował z działalności związkowej. Rozpoczął pracę jako agent ubezpieczeniowy. Po wybuchu wojny został powołany do służby w straży pożarnej w Hanowerze.

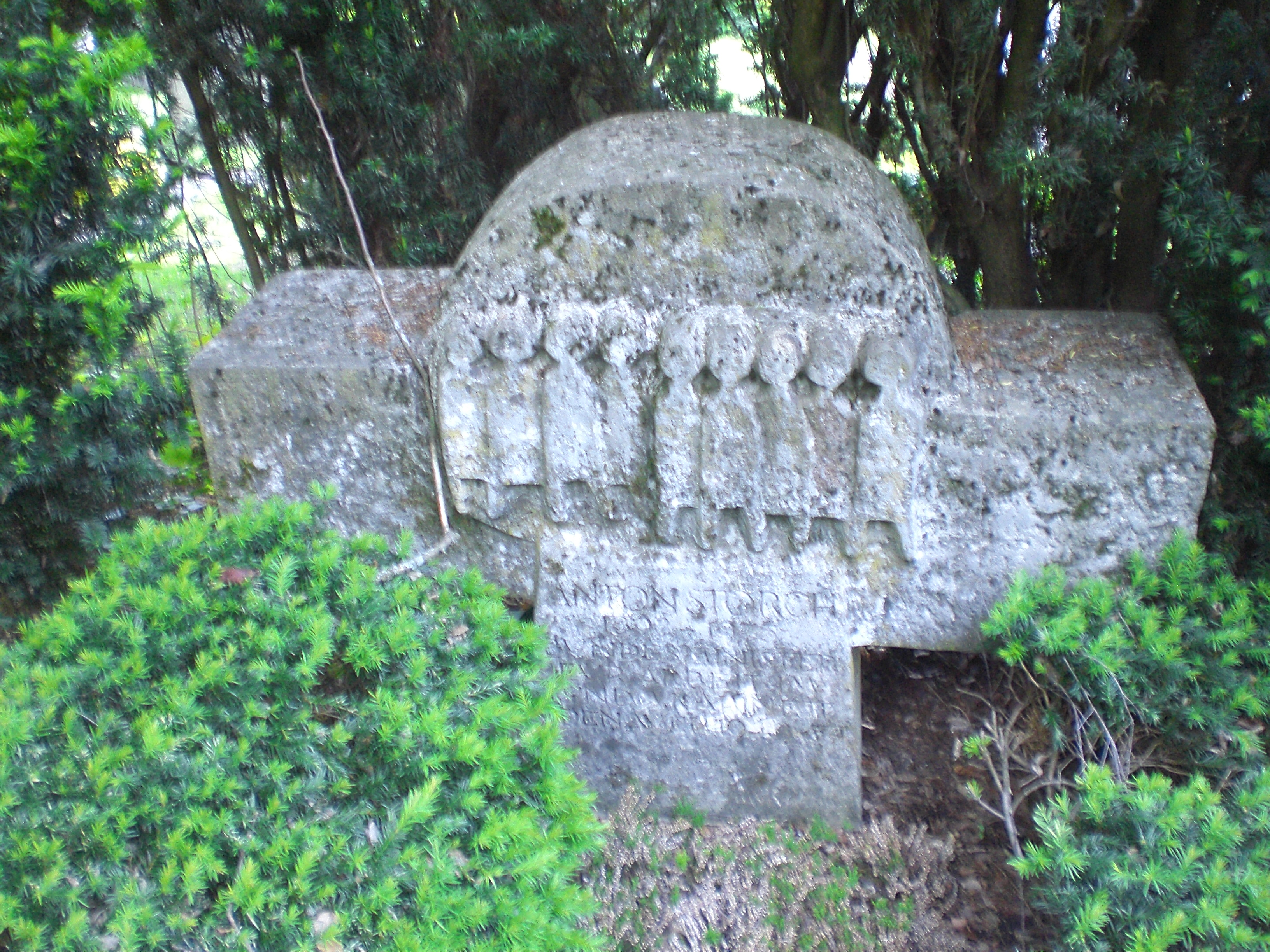
Grób Storcha na cmentarzu Frauenberg w Fuldzie

W 1945 należał do grona założycieli hanowerskiej Unii Chrześcijańsko-Demokratycznej.
Od 1946 roku kierował oddziałem polityki społecznej Federacji Niemieckich Związków Zawodowych w brytyjskiej strefie okupacyjnej.
W 1949 po raz pierwszy wybrany do Bundestagu, zasiadał w nim nieprzerwanie do 1965 przez cztery kadencje. Od 1949 do 1957 minister pracy w pierwszym i drugim rządzie Konrada Adenauera. Autor reformy systemu emertytalnego z 1953 roku. W 1958 wybrany posłem do Parlamentu Europejskiego, gdzie był przewodniczącym komisji polityki społecznej. Należał do frakcji Europejskiej Partii Ludowej.
Jego żoną była Katharina Milzow. Para miała jednego syna, który zginął w wypadku w wieku 14 lat.
Zmarł w wieku 83 lat po długiej chorobie. Spoczywa na cmentarzu Frauenberg w Fuldzie.

## Odznaczenia i wyróżnienia
Odznaczony Wielkim Krzyżem Zasługi Orderu Zasługi Republiki Federalnej Niemiec (1953), a także Orderem Zasługi Republiki Włoskiej (1956).